# Принс, Ричард
Ричард Принс (англ. Richard Prince; 6 августа 1949, зона Панамского канала) — современный американский художник.

## Творчество
- Ричард Принс является одним из самых знаменитых американских художников своего поколения. Он стал известен в 1980-е годы благодаря своим знаменитым сериям — Cowboys, Jokes и Hoods, в которых Принс использовал образы из журналов, популярной культуры и бульварного чтива для создания фотографий, скульптуры и картин, которые обращаются к идеям американской идентичности и мира потребления.
- Работы Принса — среди наиболее инновационного искусства, созданного в США на протяжении последних 30 лет. Его обманчиво простое действие в 1977 году по перефотографированию рекламных изображений и представлению полученного результата в качестве собственного произведения, возвестило совершенно новый, критический подход к созданию произведений искусства, поднимающий вопрос о понятиях оригинальности и привилегированном статусе уникального эстетического объекта.
- Ричард Принс выбрал темы, близкие американскому стилю жизни, такие как ковбои Мальборо, байкерские банды или знаменитости. С 1970-х он воспроизводил и переиначивал эти мотивы в фотографиях и живописи, делая особый акцент на темной стороне общества. Его живопись с текстами содержит шутки на темы, которые обычно вытесняются как и порнографические фотографии, которые он записывает поверху в стиле де Кунинга.
- В последних работах Принс стремится пойти дальше не только путём присвоения образов или манеры де Кунинга, а вторгаясь в дизайн и используя предметы роскоши как холсты. Принс сотрудничал с Marc Jacobs в 2008 при создании весенней коллекции для Louis Vuitton — After Dark. Художник рисовал монограммы на сумках или писал шутки на любимые им темы пола, расы или бедности.
- Ричард Принс сам является коллекционером произведений искусства, мебели и книг.

### Присвоение образов
В конце 1970-х Принс начал перефотографировать печатную рекламу и представлять полученный результат как собственную работу — иконоборческий жест присвоения, который стал прорывом в его карьере. Освобожденные от сопровождающего текста, рекламные образы оставались неизменными, но контекст преобразовывался. Образы, которые Принс репрезентовал, были сами по себе идеализированной симуляцией реальности. Работа Принса в отделе Time Life позволила ему погрузить себя в эту параллельную вселенную потребительских стремлений, он начал выстраивать изображения мира моды, популярных марок, предметов роскоши в серии, выявляющие высоко кодифицированные визуальные клише. Присвоенные образы подрывали манипулятивные стратегии рекламной индустрии и одновременно были гипнотически притягательными. Погружение в мир массовой культуры и его одновременная критика лежит в основе искусства Принса. Его апроприации также являются вызовом модернистской концепции оригинальности и авторства, которая подвергалась сомнению в конце 1970-х и в 1980-х годах поколением художников, связанных с теорией постмодернизма.

### Ковбои
Дуалистический подход Принса к объектам поп культуры хорошо виден в его серии с ковбоями — фотографии, присвоенные из продолжительной рекламной кампании для сигарет Мальборо. Эволюционировав в массовом сознании от простого скотовода до одинокого героя, ковбой стал эталоном мужества. Ковбои Мальборо воплощают этот архетип, чему помогают экспансивные виды дикой природы, которые опираются на традиции американской ландшафтной живописи и зрелищные голливудские вестерны. Начатая в 1980, серия Cowboys неоднозначна по смыслу: изображения подчеркивают театральную иллюзорность фигуры ковбоя и обращают внимание на другой возможный смысл этой фигуры как гипермаскулинного гей секс-символа.

### Gangs
В 1984 году Принс разработал новый композиционный формат, который помог ему выйти за рамки глянцевой продукции к более маргинальным уголкам культурного ландшафта. Серия Gangs объединяет ряд разрозненных заимствованных изображений на каждом листе. Каждая из этих работ представляет собой исследование, проливающее свет на формальные и тематические связи между изображениями. Собирая свои образы со страниц бульварной прессы и специализированных журналов, Ричард Принс создал альтернативный пантеон любителей монстр-траков, глэм-рокеров, порнозвезд, а также сопутствующее визуальные ряды пустынных островов, разрушительных волн и пасмурного неба. Слово «gang» резонирует с идеей бунта и альтернативной реальности, с его отсылкой к контркультуре.

### Карикатуры
В начале 1980-х Принс начал копировать карикатуры со страниц журналов New Yorker и Playboy. Нарисованные карандашом в небольшом масштабе, работы продолжают процесс заимствования из популярной культуры, начатого художником в фотографических сериях. Простое копирование вскоре сменилось более сложной формой заимствования, когда карикатуры воспроизводились с шутками, которых не было в оригинальных работах, и которые создавали тревожные гибридные нарративы. В рамках этой серии Принс сосредоточился на темах связанных с обольщением и неверностью.

### Монохромные шутки
В 1985 Принс начал новую серию вообще без изображений, в которой он просто писал шутки на отдельных листах бумаги, небрежно выводя слова тушью или карандашом. Впоследствии он развил эту концепцию, используя холсты большого формата, исключив случайные линии и пользуясь графическими блоками текста одного цвета — непочтительная переработка минималистской живописи. Дизайн был шаблонным, все, что менялось — это цвета, пропорции и шутки. Формальная эквивалентность была частью преднамеренной концептуальной стратегии подражания механизмам массовой культуры. Анекдоты и шутки являются ритуальной формой социального обмена, а в руках Принса явно тривиальные и одноразовые заявления нашли новую силу как культурные сообщения. Сосредоточенные на гендерных стереотипах, сексуальной озабоченности и дисфункции семьи, они обнажают спрятанные страхи и предрассудки общества.

### Шаблонные шутки
В конце 1990-х Принс пересмотрел формат «монохромных шуток», оформив их в виде больших холстов с фонами в виде многослойного подмалевка. Шутки из обширного архива Принса были нанесены при помощи трафарета в разных слоях. Они выглядят как призрачные палимпсесты художника, просвечивая через полупрозрачные слои и появляясь на поверхности. В большинстве случаев текст идет от края и до края холста, иногда покидая пределы видимости. Эти шутки так знакомы, что зритель может в большинстве случаев мысленно заполнить пробелы и продолжить строку. Повторяя шутки на своих холстах, Принс начал заимствовать у самого себя.

### Чековая живопись
В серии Check Paintings, которая является дальнейшим развитием «шуток», текст с анекдотом или шуткой расположен поверх слоя из банковских чеков, покрытых пигментом. Начатая в 1999, эта серия помимо прочего выявляет деятельность Принса как коллекционера. Он собрал большую библиотеку первых изданий и манускриптов, коллекцию американской фантастики и поэзии. Также он коллекционировал недействительные чеки, подписанные звездами кино и известными авторами. В самой последней итерации серии чеки заменены на изображения музыкальных групп, знаменитостей и винтажную порнографию.

### Белая живопись
В серии White Paintings начала 1990-х Принс комбинировал написанные от руки и напечатанные шутки вместе с другими найденными текстами, включая песенную лирику и рекламные тексты, с графическими фрагментами заимствованных карикатур. Он сократил карикатурные изображения до визуальной стенографии, перенеся фрагменты из их первоначального окружения на холсты. Изображения и тексты плавают в белой краске без какой-либо привязки или содержательной логики. «Белая живопись» развивалась на протяжении десятилетия, включая более насыщенные композиции из тех же компонентов, а также другие цвета (помимо белого).

### Капоты
Страсть Принса к машинам была впервые выражена в его фотографической серии Gangs в середине 1980-х. Через несколько лет он начал расписывать капоты, трактуя их как настенные рельефы или трехмерные холсты. Рекламируемые на последних страницах журналов для автолюбителей, капоты можно было заказать по почте. Изготовление первых капотов художник заказал, но со временем сам приложил руку к трансформации промышленно изготовленных частей автомобиля в искусство. В последние годы капоты Принса стали более абстрактными, тем не менее, эти произведения сохранили связь с оригиналами, как и американский дух стремления к свободе открытых дорог.

### Girlfriends
Серия Girlfriends началась в 1990, основана на любительских снимках из байкерских журналов, таки как Easyriders. Принс впервые использовал такие снимки в одной из первых работ серии Gangs — «Live Free or Die» (1986). Грубые снимки были представлены для публикации читателями, чтобы продемонстрировать самое ценное — байки и подруг. Увеличенный масштаб работ Принса подчеркивает зернистость оригинальных фотографий, недостаток фокуса и неумелость исполнения. Не очень привлекательные женщины позируют рядом с мотоциклами, отчаянно пытаясь подражать моделям с разворотов журнала. Эта серия вместо эротичности демонстрирует уязвимость изображаемых в их стремлении соответствовать мужским фантазиям.

### Без названия (Upstate)
Когда Принс переехал с Манхеттена в маленький город в северной части штата Нью-Йорк в 1996 году, изменения послужили импульсом для создания документальной серии. Сосредоточившись на местном окружении, он фиксирует знаки увядания: заваленные дворы, расписанные граффити лачуги, ржавеющие туши старых автомобилей, пустые магистрали, ведущие в никуда. В изображениях, которые одновременно меланхоличны и странно трансцендентальны, схвачена область вне эстетики массовой культуры. Они отражают последствия нищеты, находя тихие моменты красоты в заброшенности.

### Знаменитости
Серия Publicities (появившаяся в последнее десятилетие) — сгруппированные фотографии звезд с автографами, помещенные в рамки в качестве реликвий Америки, помешанной на знаменитостях. Подписанная фотография уже давно является основным ингредиентом машины Голливуда, создающей иллюзию связи между звездой и поклонником. Хотя некоторые фотографии в работах Принса имеют настоящие автографы, ряд снимков подписан им самим. Напоминая серийный характер его ранних работ, художник создает наборы изображений, основанные на формальных признаках (например, люди со светлыми волосами).

### Без названия (Original)
Серия Untitled (original) по технике использования найденных объектов близка серии Publicities. Она также строится на материалах из коллекции Принса, таких как эскизы для рекламных кампаний, обложки бульварного чтива и т. п. Этим коммерческим образам дана новая жизнь в обрамленных архивах Принса, в которых они представлены в паре с винтажными фотографиями или своими же модифицированными версиями.

### Медсестры
Эта живописная серия основана на медицинских романах, жанре бульварного чтива, которому посвящена отдельная секция в библиотеке Принса. Для последней серии художник перенес увеличенные репродукции книжных обложек на холсты, закрасив всех сопутствующих персонажей и весь текст кроме заголовков. Его мрачная палитра подчеркивает китчевый характер изображения. Аквамариновый, изумрудно-зелёный, оранжевый и плотный чёрный закручивается вихрем вокруг медсестер, акцентируя их белую униформу. Принс закрашивает рты медсестер полупрозрачными хирургическими масками, которые вкупе с мрачным фоном создают зловещую атмосферу. Медсестры превращаются из «ангелов милосердия» в зловещие фигуры, пугающие близостью к крови и смерти. В каждом образе Принс смешивает социальные и сексуальные стереотипы, связанные с фигурой медсестры.

### de Kooning Paintings
В последней серии работ Ричард Принс обращается к каноническим изображениям абстрактного экспрессиониста Виллема де Кунинга. В живописном отношении он продолжает серию «Медсестры», но представляет новый, более утонченный источник заимствования: анналы истории искусства двадцатого столетия. Одновременно дань памяти и осквернение, эти работы смешивают элементы из знаменитой серии де Кунинга «Женщины» 1950-х годов с изображениями мужчин и женщин из порнографических журналов. Создания-гермафродиты — гибриды во многих отношениях, соединяющие мужское и женское, живопись и фотографию, модернистское искусство и образы массовой культуры.

## Персональные выставки
| - 2008 Canal Zone, Gagosian Gallery, Нью-Йорк - 2008 Richard Prince: Continuation Архивная копия от 3 сентября 2013 на Wayback Machine, Serpentine Gallery, Лондон - 2007 Richard Prince: Spiritual America, Solomon R. Guggenheim Museum, Нью-Йорк; Walker Art Center, Миннеаполис; Serpentine Gallery, Лондон - 2007 "Richard Prince: Panama Pavilion, Венеция, Италия - 2006 "Richard Prince: Canaries in the Coal Mine, " Astrup Fearnley Museum, Осло, Норвегия - 2006 "Richard Prince: Cowboys, Mountains, and Sunsets, " Monika Sprüth, Кёльн, Германия - 2006 "Richard Prince: The Portfolios, " Juergen Becker, Гамбург - 2006 "Richard Prince: Cowboys and Nurses, " John McWhinnie @ Glenn Horowitz, Нью-Йорк - 2005 "Richard Prince: New Work, " Sadie Coles HQ, Лондон - 2005 Richard Prince, Gladstone Gallery, Нью-Йорк - 2005 «Richard Prince, Check Paintings» Gagosian Gallery, Beverly Hills - 2004 "Richard Prince: Women, " Regen Projects, Лос-Анджелес - 2004 "Richard Prince: Man, " Galerie Eva Presenhuber, Цюрих - 2004 "Richard Prince, " Sammlung Goetz, Мюнхен - 2004 American Dream: Collecting Richard Prince for 27 years, " Rubell Family Collection, Майями - 2003 Sadie Coles HQ, Лондон - 2003 "Richard Prince: Publicities, " Works from the Ophiuchus Collection, Hydra Workshop, Греция - 2003 "Richard Prince: Good Life, " Glenn Horowitz Bookseller, East Hampton, NY - 2003 "Richard Prince: Nurse Paintings, " Barbara Gladstone Gallery, Нью-Йорк - 2003 "Richard Prince: Upstate, " Sabine Knust, Мюнхен - 2002 Barbara Gladstone Gallery, Нью-Йорк - 2002 Patrick Painter, Inc., Санта Моника - 2001 Museum für Gegenwartskunst, Базель и Kunsthalle Цюрих; а также в Kunstmuseum Wolfsburg в 2002 - 2001 Sadie Coles HQ, Лондон - 2001 Regen Projects, Лос-Анджелес - 2001 Skarstedt Fine Art, Нью-Йорк - 2001 Galerie Micheline Szwajcer, Antwerp - 2000 Partobject Gallery, Carrboro, NC, «Richard Prince: Princeville» - 2000 Barbara Gladstone Gallery, New York - 2000 Jablonka Galerie, Cologne, «Richard Prince: Photographs, Paintings» - 2000 MAK Vienna, Vienna, «Richard Prince: 4 x 4» - 2000 MAK Center for Art and Architecture, Schindler House, Los Angeles, «Richard Prince: Upstate» - 1999 Sadie Coles HQ, London, «Richard Prince» - 1999 Sabine Knust-Maximilian Verlag, Munich, «Richard Prince: Paintings and Works on Paper 1997/98» and «Upstate» - 1998 Stills Ltd, Edinburgh, «Richard Prince» - 1998 Regen Projects, Los Angeles - 1998 Barbara Gladstone Gallery, New York - 1998 Skarstedt Fine Art, New York, «Richard Prince: Paintings 1988-92» - 1998 «Richard Prince: Panama Pavilion Venice» - 1998 Anton Kern Gallery, New York, «Psychoarchitecture: Richard Prince, Martin Kippenberger» - 1997 Jürgen Becker, Hamburg, «The White Room» Parco, Tokyo - 1997 Museum Haus Lange/Museum Haus Esters, Krefeld, Germany, «Richard Prince» - 1997 White Cube, London, «Richard Prince» - 1997 Espace d’art Yvonamor Palix, Paris, «Cowboys and Cowgirls» - 1996 Sabine Knust- Maximilian Verlag, Munich, «Richard Prince» - 1996 Haus der Kunst/Süddeutsche Zeitung, Munich - 1996 Jablonka Galerie, Cologne, «Richard Prince: New Works» - 1996 «Richard Prince: Panama Pavilion Venice» - 1995 Barbara Gladstone Gallery, New York, «Richard Prince: Paintings» - 1995 Theoretical Events, Naples, Italy | - 1995 Regen Projects, Los Angeles - 1994 Kestner Gesellschaft, Hanover, Germany - 1994 Offshore Gallery, East Hampton, New York - 1993 Museum Boijmans-van Beuningen, Rotterdam, The Netherlands, «Richard Prince: Fotos, Schilderijen, Objecten» - 1993 Barbara Gladstone Gallery, New York - 1993 San Francisco Museum of Modern Art - 1993 Kunstverein and Kunsthalle, Düsseldorf - 1993 Stuart Regen Projects, Los Angeles, "First House, " 540 Westmount, West Hollywood CA - 1993 Jablonka Galerie, Cologne, Germany, «Girlfriends» - 1993 Galerie Micheline Szwajcer, Antwerp, Belgium - 1992 Whitney Museum of American Art, New York, «Richard Prince» - 1992 Maximilian Verlag-Sabine Knust, Munich, «Protest Paintings» - 1992 Beaver College Art Gallery, Glenside, PA - 1992 Le Case d’Arte, Milan, «Works on Paper» - 1991 Barbara Gladstone Gallery, New York - 1991 Galleri Nordanstad — Skarstedt, Stockholm - 1991 Galerie Ghislaine Hussenot, Paris - 1991 Stuart Regen Gallery, Los Angeles - 1990 Galerie Rafael Jablonka and Galerie Gisela Capitain, Cologne, "Richard Prince: Jokes, Gangs, Hoods, " - 1990 Galerie Micheline Szwajcer, Antwerp, «Richard Prince» - 1990 Arthur Roger Gallery, New Orleans - 1989 IVAM Centre del Carme, Valencia, "Spiritual America, " - 1989 Barbara Gladstone Gallery, New York, «Richard Prince: Sculpture» (joint exhibition with Jay Gorney Modern Art) - 1989 Jay Gorney Modern Art, New York, "Richard Prince: Paintings, " (joint exhibition with Barbara Gladstone Gallery) - 1989 Barn Gallery, Ogunquit, ME, Brochure - 1989 Daniel Weinberg Gallery, Los Angeles - 1988 Barbara Gladstone Gallery, New York - 1988 Centre National d’Art Contemporain de Grenoble (MAGASIN), Grenoble, France - 1988 Le Case d’Arte, Milan - 1988 One Times Square, New York, "Tell Me Everything, " Spectacolor Lightboard installation sponsored by The Public Art Fund, Inc., New York - 1988 Galerie Ghislaine Hussenot, Paris - 1988 Galerie Rafael Jablonka, Cologne, Germany - 1987 Galerie Isabella Kacprzak, Stuttgart - 1987 Daniel Weinberg Gallery, Los Angeles - 1986 International with Monument, New York - 1986 Feature Gallery, Chicago - 1985 International with Monument, New York - 1985 Richard Kuhlenschmidt Gallery, Los Angeles - 1984 Riverside Studios, London, England - 1984 Feature Gallery, Chicago - 1984 Baskerville + Watson, New York - 1983 Le Nouveau Musée, Lyon, France - 1983 Institute of Contemporary Art, London - 1983 Richard Kuhlenschmidt Gallery, Los Angeles - 1983 Baskerville + Watson, New York - 1982 Metro Pictures, New York - 1981 Metro Pictures, New York - 1981 Jancar/ Kuhlenschmidt Gallery, Los Angeles - 1980 Artists Space, New York - 1980 CEPA Gallery, Buffalo, New York |